# Ekmansdalen
Ekmansdalen, är en park i centrala Karlskoga vid Katrinedalsgatan, med status som kulturpark.

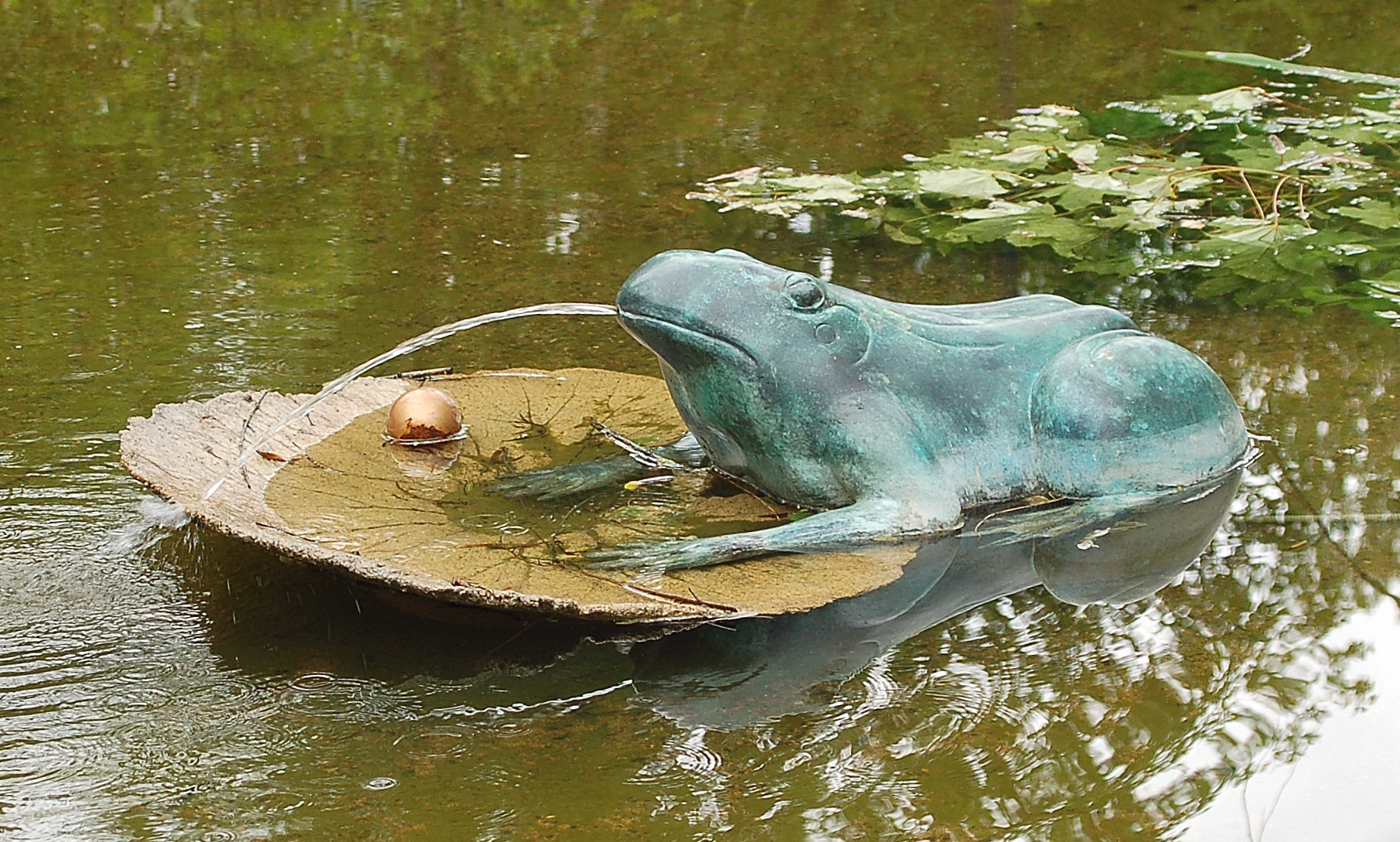
Fontän i Ekmansdalen

Området gjordes om till stadspark på 1940-talet och rustades upp på 1980-talet. Från början var platsen en bäckravin där garvaren Gustav Ekman höll till, från vilken parken fick sitt namn. I parken finns en tillgänglighetsanpassad lekpark sedan 2022 som invigdes av kommunstyrelsens ordförande Tony Ring tillsammans med barn från en närliggande förskola.